# Dvořisko (przystanek kolejowy)
Dvořisko – przystanek kolejowy w miejscowości Dvořisko, w kraju pardubickim, w Czechach Znajduje się na wysokości 275 m n.p.m.
Na przystanku istnieje możliwości zakupu biletów i rezerwacji miejsc.

## Linie kolejowe
- 018 Choceň - Litomyšl